# Mirosław Welz
Mirosław Welz (ur. 2 listopada 1966 w Krośnie) – polski lekarz weterynarii, dr hab. w dziedzinie nauk weterynaryjnych, urzędnik państwowy, w 2021 Główny Lekarz Weterynarii. Także literat – poeta, aforysta, autor tekstów piosenek.

## Kariera zawodowa
W 1992 ukończył studia na Wydziale Weterynaryjnym Akademii Rolniczej w Lublinie. Od początku kariery zawodowej związany z Wojewódzkim Inspektoratem Weterynarii w Krośnie. W 2006 został powołany na stanowisko Wojewódzkiego Lekarza Weterynarii. Autor licznych publikacji naukowych w prasie krajowej i czasopismach specjalistycznych, zwłaszcza w zakresie epidemiologii weterynaryjnej. Jest wykładowcą na studiach podyplomowych dla lekarzy weterynarii, specjalistą w zakresie chorób psów i kotów, chorób zwierząt nieudomowionych oraz epizootiologii i administracji weterynaryjnej. W 2011 roku obronił pracę doktorską na Wydziale Medycyny Weterynaryjnej Szkoły Głównej Gospodarstwa Wiejskiego w Warszawie, w dziedzinie epidemiologii weterynaryjnej, uzyskując tytuł doktora nauk weterynaryjnych. Od 4 listopada 2019 do 31 marca 2021 zastępca Głównego Lekarza Weterynarii. Od  30 marca 2021, z dniem 1 kwietnia, zastępca Podkarpackiego Wojewódzkiego Lekarza Weterynarii. Od 17 maja 2021 do 9 listopada 2021 Główny Lekarz Weterynarii. W kwietniu 2024 roku uzyskał stopień doktora habilitowanego w dziedzinie nauk weterynaryjnych w dyscyplinie weterynaria. 

## Działalność literacka
Członek Związku Literatów Polskich. W latach 2019–2020 sprawował funkcję Prezesa Rzeszowskiego Oddziału Związku Literatów Polskich.  W dorobku posiada dwanaście tomików poetyckich, a także cztery zbiory myśli i aforyzmów. Laureat nagrody ZLP Złote Pióro – 2014 za tomik Po drodze. Także laureat i zwycięzca wielu ogólnopolskich konkursów poetyckich i aforystycznych.

## Odznaczenia
- Brązowy Krzyż Zasługi (2004)
- Srebrny Krzyż Zasługi (2019)[3]

## Życie prywatne
Jest żonaty z Lilianą z domu Pulnar, z którą ma córkę Kingę (ur. 1998).